# Mycoplasma pneumoniae
Mycoplasma pneumoniae ist ein Bakterium und der wichtigste Erreger der so genannten „Atypischen Pneumonie“. Auch Tracheobronchitis, Kehlkopfentzündung, Hirnhautentzündung, Mittelohrentzündung und weitere Krankheitsbilder können von Mycoplasma pneumoniae verursacht werden. Zudem wird es bei Infektion des Menschen mit Störungen des hämatopoetischen (blutbildenden) Systems, des zentralen Nervensystems, der Leber und Bauchspeicheldrüse sowie kardiovaskulären Syndromen in Verbindung gebracht.

## Eigenschaften
Mycoplasma pneumoniae ist ein zellwandloses Bakterium und im Vergleich zu anderen Bakterien sehr klein (ca. 10 % des Volumens von Escherichia coli). Im Gegensatz zu anderen Bakterien kann es Cholesterin nicht selbst produzieren, sondern muss es aus der Umgebung aufnehmen. Der Keim besitzt ein besonderes Organell, mit dem er sich an das Flimmerepithel des Respirationstraktes anheften kann. Weitere Pathogenitätsfaktoren sind Superantigene und die Produktion von Wasserstoffperoxid (H2O2).

## Erkrankungen
Mycoplasma pneumoniae kommt beim gesunden Menschen selten vor, ist aber hochansteckend. Es ist ein vorherrschender Erreger der  atypischen Lungenentzündung. Gefährdet sind vor allem Kinder. In Gemeinschaftseinrichtungen wie Schulen oder Militärbasen sind Epidemien berichtet worden. Weiter durch Mycoplasma pneumoniae verursachte Erkrankungen sind Pharyngitis, Tracheobronchitis, eine hämolytische Anämie, die allerdings meist subklinisch bleibt, ein makulopapilläres Erythem, Muskelschmerzen und verschiedene, teils schwerwiegende neurologische Erkrankungen. Weiterhin wird ein Zusammenhang zwischen einer Infektion mit M. pneumoniae und der Entstehung von Asthma vermutet.
Seit 2024 häufen sich Fälle international, zuerst Ende 2023 in China, später im Rest der Welt sowie in Deutschland. Dänemark sprach von einer Epidemie.

## Nachweis
Häufig werden Infektionen mit Mycoplasma pneumoniae detektiert, indem die DNA mit einer Polymerase-Kettenreaktion vervielfältigt und sichtbar gemacht wird. Schnelltests, die auf dem Prinzip des Enzymimmunoassays basieren, sind kommerziell erhältlich. Weil es 6 Wochen dauert, um Mykoplasmen zu kultivieren, spielt diese Methode für den Erregernachweis bei klinischen Fragestellungen eine untergeordnete Rolle. Weiterhin ist es möglich, Antikörper über eine Komplementbindungsreaktion nachzuweisen.
Die klinische Relevanz eines positiven Laborbefundes muss jedoch kritisch hinterfragt werden. Nur durch Untersuchung auf eine symptomatische Infektion des oberen Respirationstrakts kann von einer harmlosen Besiedelung abgegrenzt werden.

## Therapie
Da Mykoplasmen keine Zellwand besitzen, sind Antibiotika, die in die Biosynthese der bakteriellen Zellwand eingreifen (z. B. β-Lactam-Antibiotika wie Penicillin oder Cephalosporine), wirkungslos. Stattdessen werden Tetracycline (z. B. Doxycyclin), Makrolide (z. B. Azithromycin und Clarithromycin) oder Fluorchinolone wie Moxifloxacin oder Levofloxacin gegeben. Eine besondere Prophylaxe ist nicht bekannt.

## Geschichte
Bei ihren Untersuchungen der atypischen Lungenentzündung war den Forschern zunächst nicht klar, dass Mycoplasma pneumoniae zu den Bakterien gehört. Mykoplasmen waren zu klein, um sie mit den damaligen Mikroskopen sichtbar zu machen. Auch ließen sie sich nicht durch Bakterienfilter zurückhalten. Deshalb wurde der Erreger einfach Eaton’s agent genannt.